# لورين ألاينا
لورين آلينا (بالإنجليزية: Lauren Alaina)‏ ( لورين آلينا كريستين ، 8 نوفمبر 1994) هي مطربة أمريكية من روسفيل، جورجيا، كانت آلينا في مركز الوصيف في الموسم العاشر من أمريكان أيدول
أول ألبوم قامت بإصداره وهو واليد فلاور (الإنجليزية:Wildflower أو "زهرة برية") تم طرحه في 11 أكتوبر 2011

## الحياة الشخصية
طلقا والدا لورين في عام 2013، والدها كان مدمنا على الكحول، ولكن والدها تزوج امرأة أخرى في أكتوبر 2013. وكلا والديها حاليا متزوجان
وقالت إنها هي تواعد شخص يدعى الكسندر هوبكنز منذ عام 2012

## روابط خارجية
- لورين ألاينا على موقع IMDb (الإنجليزية)
- لورين ألاينا على موقع ميوزك برينز (الإنجليزية)
- لورين ألاينا على موقع أول ميوزيك (الإنجليزية)
- لورين ألاينا على موقع ديسكوغز (الإنجليزية)
- لورين ألاينا على موقع قاعدة بيانات الفيلم (الإنجليزية)